# دولووا
دولووا (به لهستانی:  Dulowa) یک روستا در لهستان است که در گمینا تژبینگا واقع شده‌است. دولووا ۱٬۳۸۴ نفر جمعیت دارد و ۳۰۰ متر بالاتر از سطح دریا واقع شده‌است.